# Kim Tillie
Pour les articles homonymes, voir Tillie.
Kim Tillie est un joueur français de basket-ball né le 15 juillet 1988 à Cagnes-sur-Mer évoluant aux postes d'ailier fort et pivot.

## Biographie
Kim Tillie est un intérieur de 2,11 m formé au Paris Basket Racing. En 2006-2007, il s'engage avec les Utes de l'université de l'Utah en National Collegiate Athletic Association (NCAA) et remporte le titre de champion d'Europe juniors en 2006. En juillet 2007, il remporte la médaille de bronze avec l'Equipe de France juniors (19 ans et moins) lors du mondial organisé en Serbie.
Fin mai 2010, il signe pour deux saisons avec une option pour deux années supplémentaires avec le club de l'ASVEL Lyon-Villeurbanne.
En juillet 2012, il s'engage avec le club espagnol de Murcie pour deux ans.
En juin 2013, il pré-sélectionné par l'entraîneur de l'équipe de France Vincent Collet parmi une liste de 17 joueurs susceptibles de participer au Championnat d'Europe 2013 mais n'est pas conservé dans l'effectif final.
Lors de la saison 2013-2014, Tillie est nommé meilleur joueur de la Liga lors de la 17e journée. En février 2014, il est courtisé par Galatasaray.
Le 16 mai 2014, il fait partie de la liste des vingt-quatre joueurs pré-sélectionnés pour la participation à la Coupe du monde 2014 en Espagne.
En juillet 2014, Tillie signe un contrat avec le Saski Baskonia, club espagnol de première division qui joue l'Euroligue. Lors de la saison 2014-2015, Tillie est nommé meilleur joueur de la Liga lors de la 34e journée, ex æquo avec Augusto Lima.
En juillet 2017, Tillie rejoint l'Olympiakos, club grec qui participe à l'Euroligue. Le contrat dure deux ans mais au début de la saison, Tillie se blesse gravement à la jambe et doit subir une opération chirurgicale. Son indisponibilité est estimée au minimum à 4 mois,. Tillie est licencié à la fin de la première année au club.
En juillet 2018, Tillie rejoint le CB Gran Canaria, club espagnol. Il y signe un contrat d'un an.
En 2019, il revient dans le championnat de France en signant à l'AS Monaco. Peu utilisé, il quitte  le club monégasque le 6 février 2020 pour s'engager en ligue adriatique au KK Budućnost Podgorica au Monténégro.
Le 6 juillet 2020, il s'engage avec le club japonais du Ryukyu Golden Kings (en).
Il joue ensuite une saison en Grèce avec le Kolossos Rhodes.
Le 25 juillet 2022, il retourne en France et s'engage pour une saison avec le Cholet Basket,.
En avril 2023, Tillie se fait opérer d'une tumeur à un testicule,.

## Vie privée
Il est le fils de la volleyeuse néerlandaise Caroline Keulen-Tillie et de l'ancien volleyeur Laurent Tillie, lui même fils de l'international Guy Tillie et frère de l'international de water-polo Patrice Tillie.
Son frère Killian est aussi joueur de basket-ball alors que son frère Kévin est joueur de volley-ball.

## Clubs successifs
- 2010-2012 :  ASVEL Lyon-Villeurbanne (Pro A)
- 2012-2014 :  CB Murcie (Liga ACB)
- 2014-2017 :  Saski Baskonia (Liga ACB)
- 2017-2018 :  Olympiakos Le Pirée (ESAKE)
- 2018-2019 :  CB Gran Canaria (Liga ACB)
- 2019-février 2020 :  AS Monaco (Jeep Élite)
- février-juillet 2020 :  Budućnost Podgorica (Ligue adriatique)
- 2020-2021 :  Ryukyu Golden Kings (en) (B.League)
- 2021-2022 :  Kolossos Rhodes (ESAKE)
- depuis 2022 :  Cholet Basket (Betclic Élite)

## Palmarès
Coupe du monde
- Médaille de bronze à la coupe du monde 2014 en Espagne.

Championnat du monde junior
- Médaille de bronze au championnat du monde des 19 ans et moins en 2007 à Novi Sad en Serbie.

Championnat d'Europe
- Champion d'Europe juniors en 2006.